# Carmenelectra shechisme
Carmenelectra shechisme (лат.) — вид ископаемых короткоусых двукрылых насекомых  из семейства Mythicomyiidae.

## Описание
Мелкие мухи с длиной тела 2,3 мм. Сходен с видом Carmenelectra pernigra, но отличается от него жёлтыми отметинами на теле (лоб и лицо жёлтые, пара тонких жёлтых срединных отметин на мезонотуме; голова и мезонотум полностью чёрные у вида C. pernigra). Обнаружены в эоценовом балтийском янтаре (33—37 млн лет). Вид был впервые выделен в 2002 году диптерологом Нилом Эвенхусом (Center for Research in Entomology, Bishop Museum, Гонолулу, Гавайи, США).